# Tipula (Eremotipula) incisa
Tipula (Eremotipula) incisa is een tweevleugelige uit de familie langpootmuggen (Tipulidae). De soort komt voor in het Nearctisch gebied.